# ロレンツォ・タッシ
ロレンツォ・タッシ（Lorenzo Tassi, 1995年2月12日 - ）は、イタリア・ボヴェッツォ出身のサッカー選手。ポジションはMF。

## 来歴
ブレシア
ブレシア・カルチョのユース時代にロベルト・バッジョ二世として注目を集め、2010年夏にはACミランが500万ユーロで獲得オファーを出したがブレシアに残留。2011年5月22日に行われたACFフィオレンティーナ戦で当時16歳でセリエAのピッチに立ち、プロデビューを果たした。
インテル
2011年夏、インテルに共同保有権が譲渡された。移籍金は推定250万ユーロ。マルコ・ブランカTD（テクニカルディレクター）は育成を重視する方針を示し、2011-12シーズンは主にアッリエーヴィでプレー。シーズン終了後の6月22日に共同保有権が更新された。
2014年のトップチーム昇格後は下部リーグのクラブへのレンタル移籍を繰り返した。

## 代表歴
各年代別のイタリア代表としてプレーしていた。